# Campeonato Brasileiro de Futebol Sub-20 de 2025 - Série B
A Série B do Campeonato Brasileiro de Futebol Sub-20 de 2025 foi a 1.ª edição da competição de futebol realizada no Brasil, equivalente à segunda divisão da categoria Sub-20. Foi disputada por 16 clubes, dos quais os três primeiros colocados geral, foram promovidos à Série A de 2026. A competição foi disputada apenas por jogadores nascidos a partir de 2005, ou seja, é restrita à categoria Sub-20.
Essa edição inaugural, substitui o Campeonato Brasileiro de Aspirantes e será realizada em paralelo à Série A do Brasileirão Sub-20. Para este e para os próximos anos, a entidade anunciou o aumento dos investimentos nas categorias de base, visando almejar e proporcionar mais oportunidades para que novos talentos sejam descobertos. O campeão dessa inédita primeira edição, foi o Avaí. A equipe catarinense sagrou-se campeã ao bater o Vitória por 3 a 1, no estádio Ressacada. Aleém do título, o Avaí conquistou o acesso a série A do Sub-20 em 2026, junto do vice-campeão Vitória e do Criciúma, clube que teve a melhor campanha até a semifinal.

## Regulamento
A Série B de 2025 será disputada por dezesseis clubes, divididos em dois grupos com oito clubes cada e terá duas fases conforme o Regulamento Específico da Competição. Na primeira fase, as dezesseis equipes jogarão entre si em seus respectivos grupos e em turno único, avançando para a fase seguinte as quatro melhores equipes de cada grupo. Na última fase, as oito melhores equipes jogarão no sistema eliminatório e com jogos de ida, até a final. As três melhores equipes na classificação geral, acenderam a divisão superior.

### Critérios de desempate
Em caso de empate por pontos entre dois clubes, os critérios de desempate foram aplicados na seguinte ordem:
1. Número de vitórias;
2. Saldo de gols;
3. Gols pró (marcados);
4. Confronto direto;
5. Menor número de cartões vermelhos;
6. Menor número de cartões amarelos;
7. Sorteio.

Em caso de empate em pontos ganhos entre os Clubes ao final das demais fases, o desempate será definido em cobrança de pênaltis. A disputa de pênaltis, quando aplicável, deverá ser iniciada em até 10 (dez) minutos após o término da partida única, conforme a respectiva fase. A duas melhores campanhas de cada grupo, realizarão os jogos da 2ª fase como mandantes.

## Participantes
Para essa edição, o critério utilizado para se classificar e/ou ser elegível/apto para disputar a competição, a CBF decidiu que as 16 equipes participantes seriam serão os 16 clubes colocados entre a 21ª e 36ª posição no RNC de 2025, contado no regulamento da competição.
| Equipe         | Cidade         | Estado | Estádio (mando)           | Capacidade |
| -------------- | -------------- | ------ | ------------------------- | ---------- |
| Avaí           | Florianópolis  | SC     | Ressacada                 | 17 800     |
| Botafogo-SP    | Ribeirão Preto | SP     | Santa Cruz (Arena Nicnet) | 25 000     |
| Brusque        | Brusque        | SC     | Augusto Bauer             | 5 000      |
| Ceará          | Fortaleza      | CE     | CT Luís Campos            | 4 000      |
| Chapecoense    | Chapecó        | SC     | Josué Annoni              | 5 654      |
| Coritiba       | Curitiba       | PR     | CT da Graciosa            | 1 500      |
| CRB            | Maceió         | AL     | Rei Pelé                  | 17 126     |
| Criciúma       | Criciúma       | SC     | CT Antenor Angeloni       | 1 400      |
| Goiás          | Goiânia        | GO     | Estádio Olímpico          | 13 500     |
| Ituano         | Itu            | SP     | Novelli Junior            | 15 600     |
| Operário-PR    | Ponta Grossa   | PR     | Germano Krüger            | 10 632     |
| Ponte Preta    | Campinas       | SP     | Moisés Lucarelli          | 17 728     |
| Sampaio Corrêa | São Luís       | MA     | Estádio Nhozinho Santos   | 12 891     |
| Sport          | Recife         | PE     | Arena de Pernambuco       | 44 300     |
| Vitória        | Salvador       | BA     | Toca do Leão              | —          |
| Vila Nova      | Goiânia        | GO     | Annibal Batista de Toledo | 4 800      |

## Estádios
| Avaí | Botafogo-SP | Brusque | Ceará | Chapecoense               |
| --- | --- | --- | --- | ------------------------- |
| Ressacada | Santa Cruz (Arena Nicnet) | Augusto Bauer | CT Luís Campos | Josué Annoni              |
| Capacidade: 17 826 | Capacidade: 25 000 | Capacidade: 5 000 | Capacidade: 4 000 | Capacidade: 5 654         |
| | | | |                           |
| Coritiba | \| Avaí Botafogo-SP Brusque Ceará Chapecoense Coritiba CRB Criciúma Goiás Ituano Operário-PR Ponte Preta Sampaio Corrêa Sport Vila Nova VitóriaLocalização dos times por Estado. Localização das equipes participantes da Série B Sub-20 de 2025 \| | \| Avaí Botafogo-SP Brusque Ceará Chapecoense Coritiba CRB Criciúma Goiás Ituano Operário-PR Ponte Preta Sampaio Corrêa Sport Vila Nova VitóriaLocalização dos times por Estado. Localização das equipes participantes da Série B Sub-20 de 2025 \| | \| Avaí Botafogo-SP Brusque Ceará Chapecoense Coritiba CRB Criciúma Goiás Ituano Operário-PR Ponte Preta Sampaio Corrêa Sport Vila Nova VitóriaLocalização dos times por Estado. Localização das equipes participantes da Série B Sub-20 de 2025 \| | CRB                       |
| CT da Graciosa | \| Avaí Botafogo-SP Brusque Ceará Chapecoense Coritiba CRB Criciúma Goiás Ituano Operário-PR Ponte Preta Sampaio Corrêa Sport Vila Nova VitóriaLocalização dos times por Estado. Localização das equipes participantes da Série B Sub-20 de 2025 \| | \| Avaí Botafogo-SP Brusque Ceará Chapecoense Coritiba CRB Criciúma Goiás Ituano Operário-PR Ponte Preta Sampaio Corrêa Sport Vila Nova VitóriaLocalização dos times por Estado. Localização das equipes participantes da Série B Sub-20 de 2025 \| | \| Avaí Botafogo-SP Brusque Ceará Chapecoense Coritiba CRB Criciúma Goiás Ituano Operário-PR Ponte Preta Sampaio Corrêa Sport Vila Nova VitóriaLocalização dos times por Estado. Localização das equipes participantes da Série B Sub-20 de 2025 \| | Rei Pelé                  |
| Capacidade: 1 500 | \| Avaí Botafogo-SP Brusque Ceará Chapecoense Coritiba CRB Criciúma Goiás Ituano Operário-PR Ponte Preta Sampaio Corrêa Sport Vila Nova VitóriaLocalização dos times por Estado. Localização das equipes participantes da Série B Sub-20 de 2025 \| | \| Avaí Botafogo-SP Brusque Ceará Chapecoense Coritiba CRB Criciúma Goiás Ituano Operário-PR Ponte Preta Sampaio Corrêa Sport Vila Nova VitóriaLocalização dos times por Estado. Localização das equipes participantes da Série B Sub-20 de 2025 \| | \| Avaí Botafogo-SP Brusque Ceará Chapecoense Coritiba CRB Criciúma Goiás Ituano Operário-PR Ponte Preta Sampaio Corrêa Sport Vila Nova VitóriaLocalização dos times por Estado. Localização das equipes participantes da Série B Sub-20 de 2025 \| | Capacidade: 17 126        |
| | \| Avaí Botafogo-SP Brusque Ceará Chapecoense Coritiba CRB Criciúma Goiás Ituano Operário-PR Ponte Preta Sampaio Corrêa Sport Vila Nova VitóriaLocalização dos times por Estado. Localização das equipes participantes da Série B Sub-20 de 2025 \| | \| Avaí Botafogo-SP Brusque Ceará Chapecoense Coritiba CRB Criciúma Goiás Ituano Operário-PR Ponte Preta Sampaio Corrêa Sport Vila Nova VitóriaLocalização dos times por Estado. Localização das equipes participantes da Série B Sub-20 de 2025 \| | \| Avaí Botafogo-SP Brusque Ceará Chapecoense Coritiba CRB Criciúma Goiás Ituano Operário-PR Ponte Preta Sampaio Corrêa Sport Vila Nova VitóriaLocalização dos times por Estado. Localização das equipes participantes da Série B Sub-20 de 2025 \| |                           |
| Criciúma | \| Avaí Botafogo-SP Brusque Ceará Chapecoense Coritiba CRB Criciúma Goiás Ituano Operário-PR Ponte Preta Sampaio Corrêa Sport Vila Nova VitóriaLocalização dos times por Estado. Localização das equipes participantes da Série B Sub-20 de 2025 \| | \| Avaí Botafogo-SP Brusque Ceará Chapecoense Coritiba CRB Criciúma Goiás Ituano Operário-PR Ponte Preta Sampaio Corrêa Sport Vila Nova VitóriaLocalização dos times por Estado. Localização das equipes participantes da Série B Sub-20 de 2025 \| | \| Avaí Botafogo-SP Brusque Ceará Chapecoense Coritiba CRB Criciúma Goiás Ituano Operário-PR Ponte Preta Sampaio Corrêa Sport Vila Nova VitóriaLocalização dos times por Estado. Localização das equipes participantes da Série B Sub-20 de 2025 \| | Goiás                     |
| CT Antenor Angeloni | \| Avaí Botafogo-SP Brusque Ceará Chapecoense Coritiba CRB Criciúma Goiás Ituano Operário-PR Ponte Preta Sampaio Corrêa Sport Vila Nova VitóriaLocalização dos times por Estado. Localização das equipes participantes da Série B Sub-20 de 2025 \| | \| Avaí Botafogo-SP Brusque Ceará Chapecoense Coritiba CRB Criciúma Goiás Ituano Operário-PR Ponte Preta Sampaio Corrêa Sport Vila Nova VitóriaLocalização dos times por Estado. Localização das equipes participantes da Série B Sub-20 de 2025 \| | \| Avaí Botafogo-SP Brusque Ceará Chapecoense Coritiba CRB Criciúma Goiás Ituano Operário-PR Ponte Preta Sampaio Corrêa Sport Vila Nova VitóriaLocalização dos times por Estado. Localização das equipes participantes da Série B Sub-20 de 2025 \| | Estádio Olímpico          |
| Capacidade: 1 400 | \| Avaí Botafogo-SP Brusque Ceará Chapecoense Coritiba CRB Criciúma Goiás Ituano Operário-PR Ponte Preta Sampaio Corrêa Sport Vila Nova VitóriaLocalização dos times por Estado. Localização das equipes participantes da Série B Sub-20 de 2025 \| | \| Avaí Botafogo-SP Brusque Ceará Chapecoense Coritiba CRB Criciúma Goiás Ituano Operário-PR Ponte Preta Sampaio Corrêa Sport Vila Nova VitóriaLocalização dos times por Estado. Localização das equipes participantes da Série B Sub-20 de 2025 \| | \| Avaí Botafogo-SP Brusque Ceará Chapecoense Coritiba CRB Criciúma Goiás Ituano Operário-PR Ponte Preta Sampaio Corrêa Sport Vila Nova VitóriaLocalização dos times por Estado. Localização das equipes participantes da Série B Sub-20 de 2025 \| | Capacidade: 13 500        |
| | \| Avaí Botafogo-SP Brusque Ceará Chapecoense Coritiba CRB Criciúma Goiás Ituano Operário-PR Ponte Preta Sampaio Corrêa Sport Vila Nova VitóriaLocalização dos times por Estado. Localização das equipes participantes da Série B Sub-20 de 2025 \| | \| Avaí Botafogo-SP Brusque Ceará Chapecoense Coritiba CRB Criciúma Goiás Ituano Operário-PR Ponte Preta Sampaio Corrêa Sport Vila Nova VitóriaLocalização dos times por Estado. Localização das equipes participantes da Série B Sub-20 de 2025 \| | \| Avaí Botafogo-SP Brusque Ceará Chapecoense Coritiba CRB Criciúma Goiás Ituano Operário-PR Ponte Preta Sampaio Corrêa Sport Vila Nova VitóriaLocalização dos times por Estado. Localização das equipes participantes da Série B Sub-20 de 2025 \| |                           |
| Ituano | \| Avaí Botafogo-SP Brusque Ceará Chapecoense Coritiba CRB Criciúma Goiás Ituano Operário-PR Ponte Preta Sampaio Corrêa Sport Vila Nova VitóriaLocalização dos times por Estado. Localização das equipes participantes da Série B Sub-20 de 2025 \| | \| Avaí Botafogo-SP Brusque Ceará Chapecoense Coritiba CRB Criciúma Goiás Ituano Operário-PR Ponte Preta Sampaio Corrêa Sport Vila Nova VitóriaLocalização dos times por Estado. Localização das equipes participantes da Série B Sub-20 de 2025 \| | \| Avaí Botafogo-SP Brusque Ceará Chapecoense Coritiba CRB Criciúma Goiás Ituano Operário-PR Ponte Preta Sampaio Corrêa Sport Vila Nova VitóriaLocalização dos times por Estado. Localização das equipes participantes da Série B Sub-20 de 2025 \| | Operário-PR               |
| Dr. Novelli Junior | \| Avaí Botafogo-SP Brusque Ceará Chapecoense Coritiba CRB Criciúma Goiás Ituano Operário-PR Ponte Preta Sampaio Corrêa Sport Vila Nova VitóriaLocalização dos times por Estado. Localização das equipes participantes da Série B Sub-20 de 2025 \| | \| Avaí Botafogo-SP Brusque Ceará Chapecoense Coritiba CRB Criciúma Goiás Ituano Operário-PR Ponte Preta Sampaio Corrêa Sport Vila Nova VitóriaLocalização dos times por Estado. Localização das equipes participantes da Série B Sub-20 de 2025 \| | \| Avaí Botafogo-SP Brusque Ceará Chapecoense Coritiba CRB Criciúma Goiás Ituano Operário-PR Ponte Preta Sampaio Corrêa Sport Vila Nova VitóriaLocalização dos times por Estado. Localização das equipes participantes da Série B Sub-20 de 2025 \| | Germano Krüger            |
| Capacidade: 15 600 | \| Avaí Botafogo-SP Brusque Ceará Chapecoense Coritiba CRB Criciúma Goiás Ituano Operário-PR Ponte Preta Sampaio Corrêa Sport Vila Nova VitóriaLocalização dos times por Estado. Localização das equipes participantes da Série B Sub-20 de 2025 \| | \| Avaí Botafogo-SP Brusque Ceará Chapecoense Coritiba CRB Criciúma Goiás Ituano Operário-PR Ponte Preta Sampaio Corrêa Sport Vila Nova VitóriaLocalização dos times por Estado. Localização das equipes participantes da Série B Sub-20 de 2025 \| | \| Avaí Botafogo-SP Brusque Ceará Chapecoense Coritiba CRB Criciúma Goiás Ituano Operário-PR Ponte Preta Sampaio Corrêa Sport Vila Nova VitóriaLocalização dos times por Estado. Localização das equipes participantes da Série B Sub-20 de 2025 \| | Capacidade: 10 632        |
| | \| Avaí Botafogo-SP Brusque Ceará Chapecoense Coritiba CRB Criciúma Goiás Ituano Operário-PR Ponte Preta Sampaio Corrêa Sport Vila Nova VitóriaLocalização dos times por Estado. Localização das equipes participantes da Série B Sub-20 de 2025 \| | \| Avaí Botafogo-SP Brusque Ceará Chapecoense Coritiba CRB Criciúma Goiás Ituano Operário-PR Ponte Preta Sampaio Corrêa Sport Vila Nova VitóriaLocalização dos times por Estado. Localização das equipes participantes da Série B Sub-20 de 2025 \| | \| Avaí Botafogo-SP Brusque Ceará Chapecoense Coritiba CRB Criciúma Goiás Ituano Operário-PR Ponte Preta Sampaio Corrêa Sport Vila Nova VitóriaLocalização dos times por Estado. Localização das equipes participantes da Série B Sub-20 de 2025 \| |                           |
| Ponte Preta | Sampaio Corrêa | Sport | Vitória | Vila Nova                 |
| Moises Lucarelli | Estádio Nhozinho Santos | Arena de Pernambuco | Toca do Leão | Annibal Batista de Toledo |
| Capacidade: 15 728 | Capacidade: 12 891 | Capacidade: 44 300 | Capacidade: — | Capacidade: 4 800         |
| | | | |                           |
| Avaí Botafogo-SP Brusque Ceará Chapecoense Coritiba CRB Criciúma Goiás Ituano Operário-PR Ponte Preta Sampaio Corrêa Sport Vila Nova VitóriaLocalização dos times por Estado. Localização das equipes participantes da Série B Sub-20 de 2025 | | | |                           |

### Outros estádios
Além dos estádios e CT's de mando usual, outros estádios deverão ser utilizados devido a punições de perda de mando de campo impostas pelo Superior Tribunal de Justiça Desportiva ou por conta de problemas de interdição dos estádios usuais ou simplesmente por opção dos clubes em mandar seus jogos em outros locais, geralmente buscando uma melhor renda.

Couto Pereira (Curitiba)
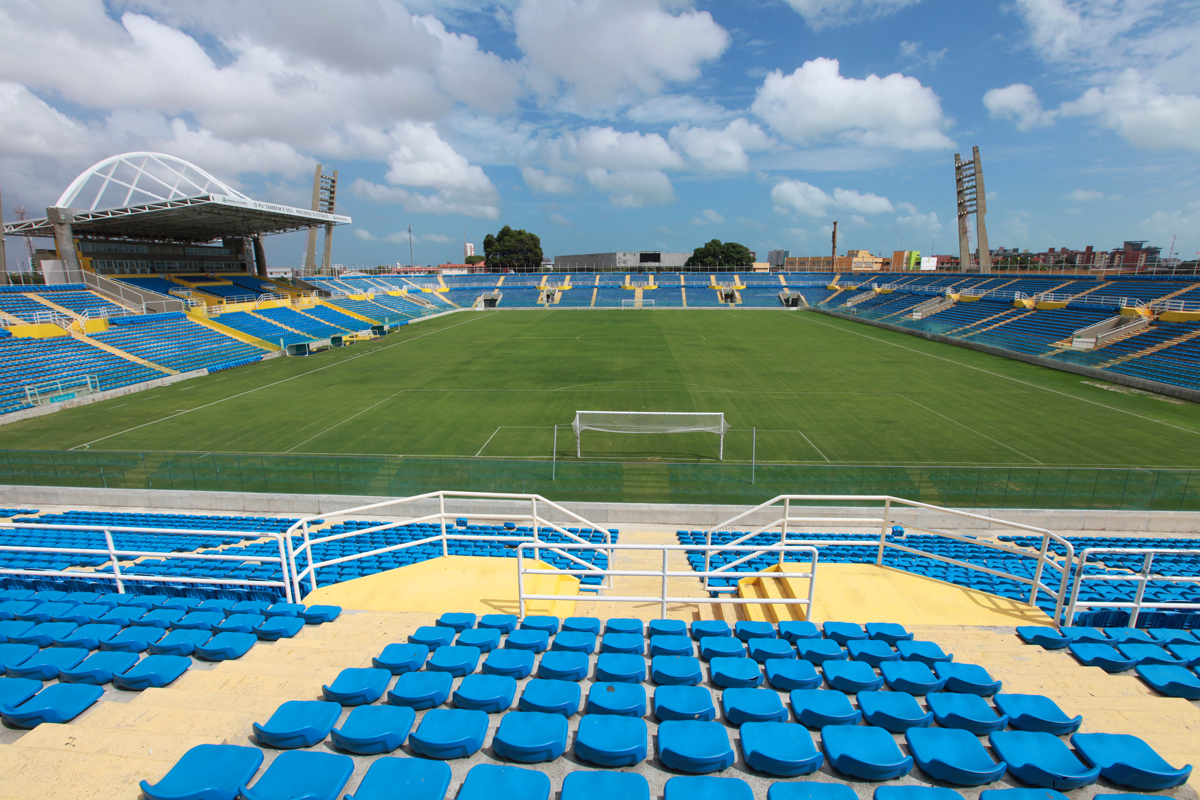
Presidente Vargas (Fortaleza)
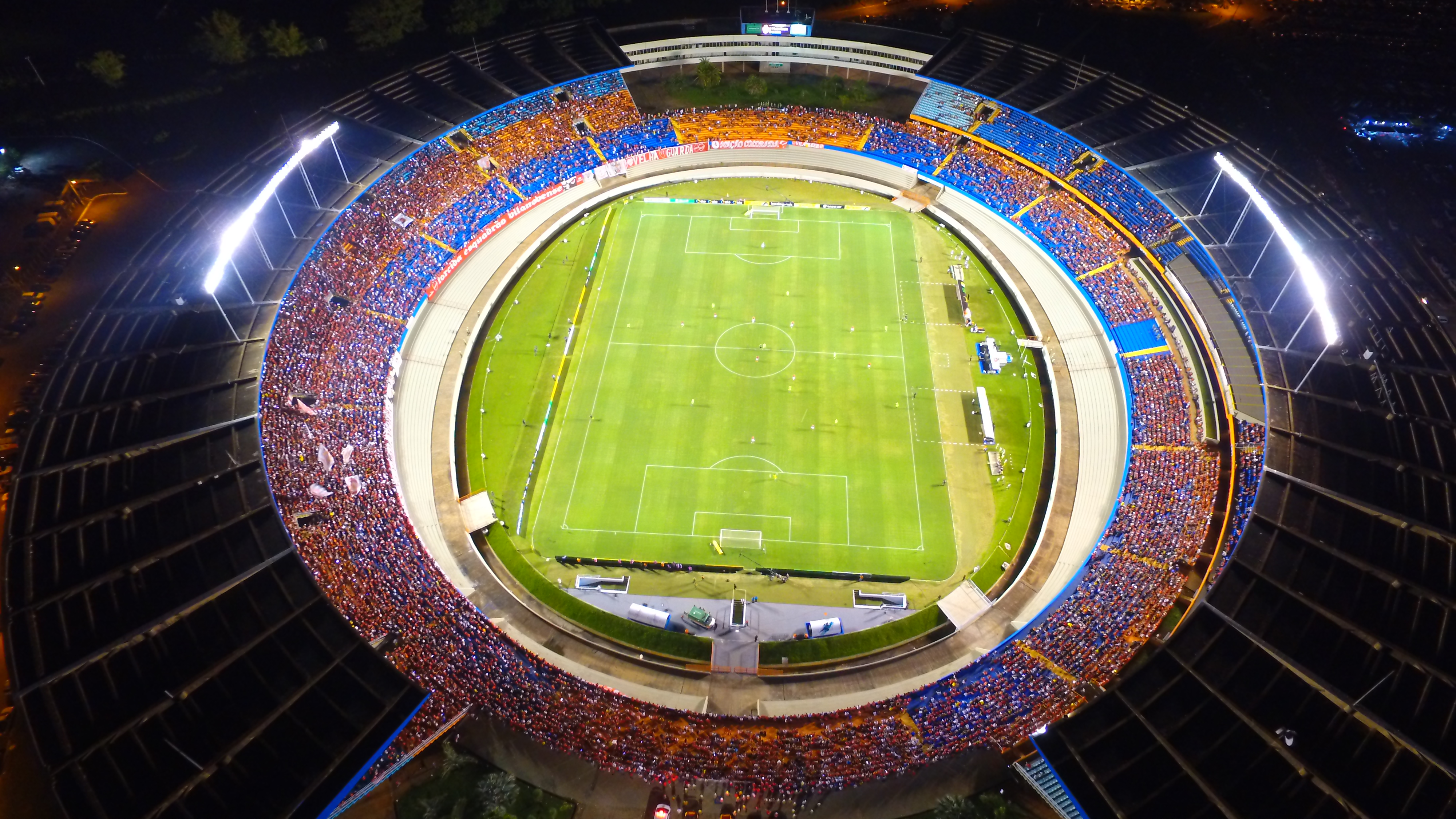
Estádio Serra Dourada (Goiânia)
CT do Sport (Recife)
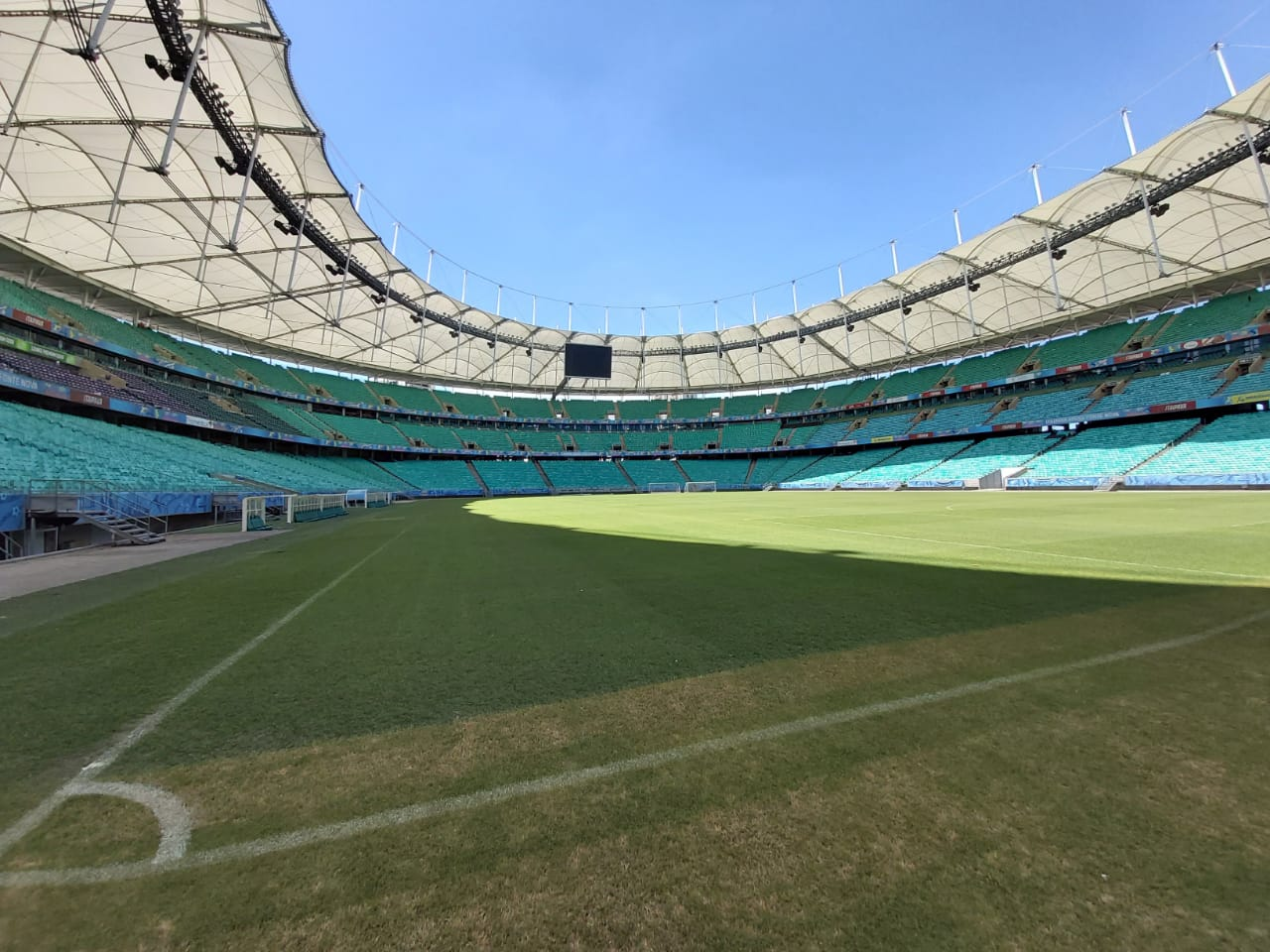
Arena Fonte Nova (Salvador)
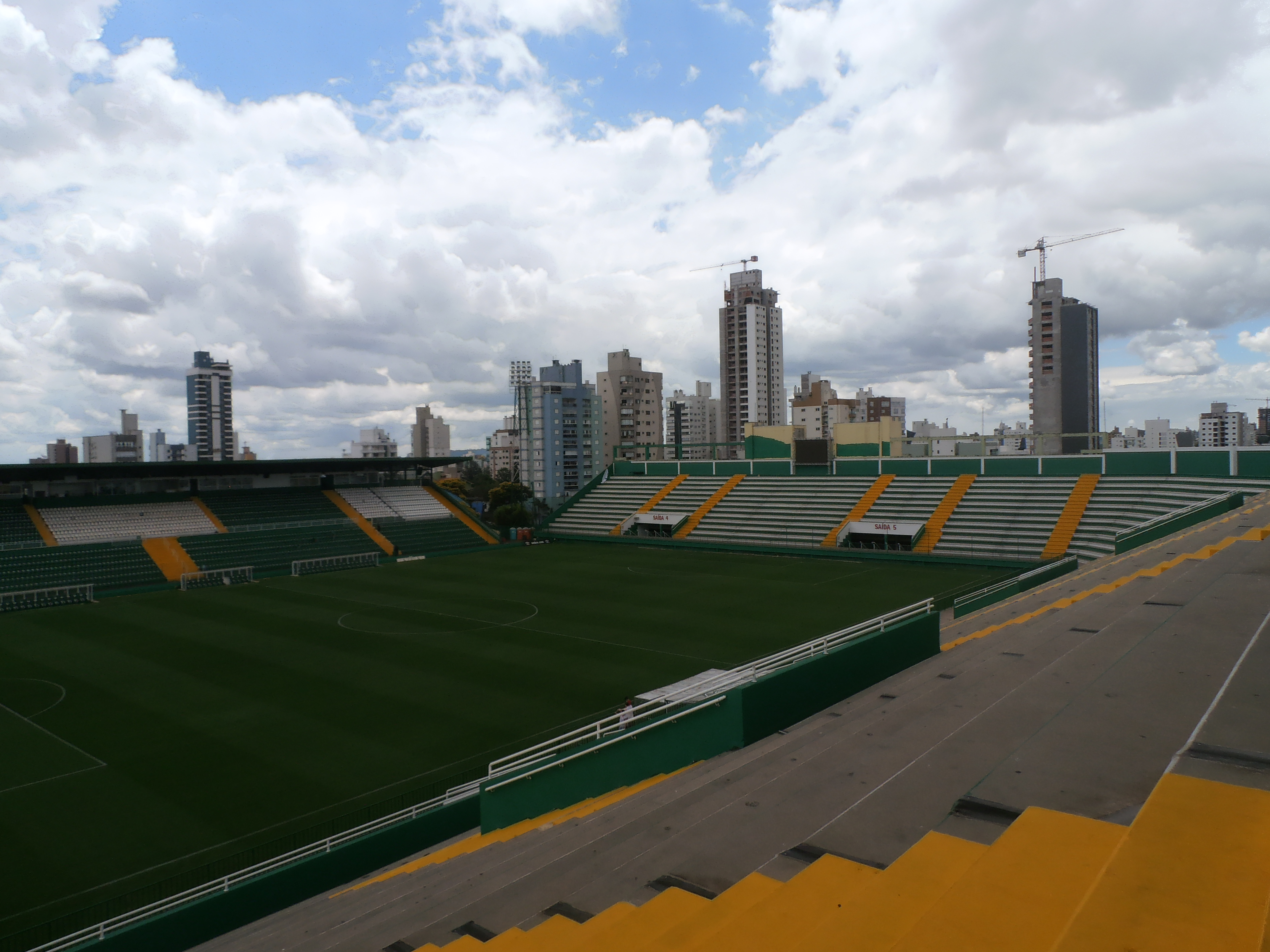
Arena Condá (Santa Catarina)
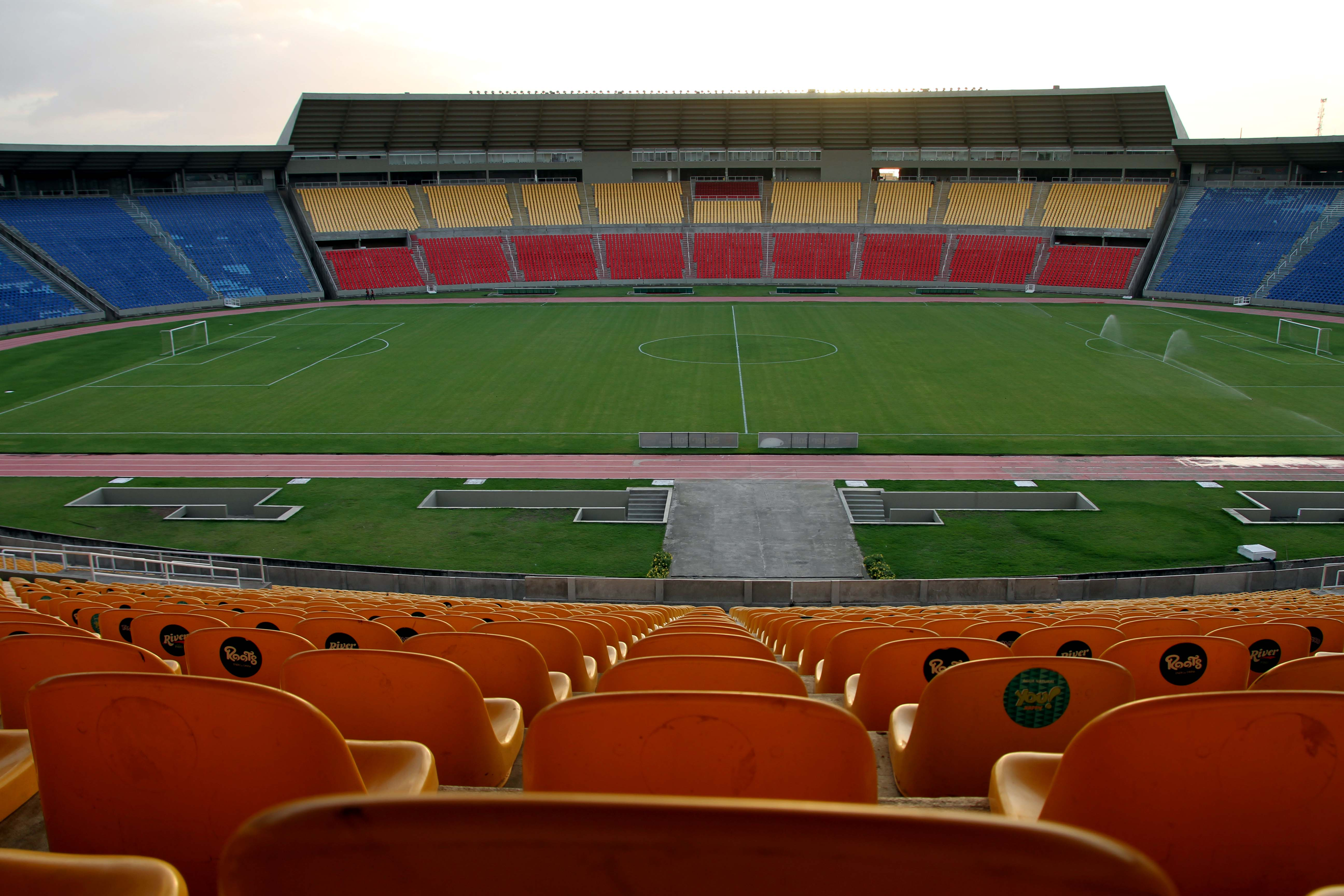
Estádio Governador João Castelo (São Luís)

## Primeira fase

### Grupo A
| Pos | Equipe         | Pts | J | V | E | D | GP | GC | SG | Classificado |  | VIT | VIL | GOI | SPO | BRP | CEA | SAM | CRB |
| --- | -------------- | --- | - | - | - | - | -- | -- | -- | ------------ |  | --- | --- | --- | --- | --- | --- | --- | --- |
| 1   | Vitória        | 13  | 7 | 4 | 1 | 2 | 15 | 9  | +6 | Próxima fase |  | —   |     |     | 1–0 |     | 3–1 | 5–0 | 4–2 |
| 2   | Vila Nova      | 13  | 7 | 4 | 1 | 2 | 13 | 11 | +2 | Próxima fase |  | 3–1 | —   |     |     | 1–1 |     |     | 2–1 |
| 3   | Goiás          | 11  | 7 | 3 | 2 | 2 | 14 | 8  | +6 | Próxima fase |  | 3–1 |     | —   |     | 2–3 |     |     | 4–0 |
| 4   | Sport          | 11  | 7 | 3 | 2 | 2 | 7  | 5  | +2 | Próxima fase |  |     | 1–2 | 0–0 | —   |     | 1–1 | 2–0 |     |
| 5   | Botafogo-SP    | 9   | 7 | 2 | 3 | 2 | 11 | 9  | +2 |              |  | 0–0 |     |     | 1–2 | —   |     |     | 4–1 |
| 6   | Ceará          | 8   | 7 | 2 | 2 | 3 | 9  | 11 | −2 |              |  | 3–2 | 1–0 |     | 1–1 | —   | 1–2 |     |     |
| 7   | Sampaio Corrêa | 7   | 7 | 2 | 1 | 4 | 9  | 16 | −7 |              |  | 1–2 | 2–2 |     | 2–1 |     | —   |     |     |
| 8   | CRB            | 6   | 7 | 2 | 0 | 5 | 9  | 18 | −9 |              |  |     |     | 0–1 |     | 3–1 | 3–2 | —   |     |

### Grupo B
| Pos | Equipe      | Pts | J | V | E | D | GP | GC | SG  | Classificado |     | ITU | CRI | AVA | PON | CTB | CHA | OPF | BRU |
| --- | ----------- | --- | - | - | - | - | -- | -- | --- | ------------ | --- | --- | --- | --- | --- | --- | --- | --- | --- |
| 1   | Ituano      | 18  | 7 | 6 | 0 | 1 | 18 | 3  | +15 | Próxima fase |     | —   |     |     |     | 3–1 |     | 3–0 | 5–0 |
| 2   | Criciúma    | 16  | 7 | 5 | 1 | 1 | 14 | 5  | +9  | Próxima fase |     | 1–0 | —   | 2–1 |     | 1–1 |     | 3–0 |     |
| 3   | Avaí        | 13  | 7 | 4 | 1 | 2 | 14 | 10 | +4  | Próxima fase |     | 1–3 |     | —   |     | 0–0 |     | 1–3 | 5–4 |
| 4   | Ponte Preta | 11  | 7 | 3 | 2 | 2 | 11 | 9  | +2  | Próxima fase |     | 0–2 | 2–1 | 1–3 | —   |     |     |     |     |
| 5   | Coritiba    | 10  | 7 | 2 | 4 | 1 | 11 | 6  | +5  |              |     |     |     |     | 1–1 | —   | 0–0 | 2–1 | 6–O |
| 6   | Chapecoense | 8   | 7 | 2 | 2 | 3 | 4  | 10 | −6  |              | 0–2 | 1–2 | 0–2 | 0–3 |     | —   |     |     |     |
| 7   | Operário-PR | 5   | 7 | 1 | 2 | 4 | 6  | 14 | −8  |              |     |     |     | 1–1 |     | 1–1 | —   | 3–2 |     |
| 8   | Brusque     | 0   | 7 | 0 | 0 | 7 | 7  | 28 | −21 |              |     | 0–4 |     | 1–3 |     | 0–2 |     | —   |     |

### Desempenho por rodada
Clubes que lideraram cada grupo ao final de cada rodada:
|         | 1   | 2   | 3   | 4   | 5   | 6   | 7   |     |
| Grupo A | CRB | BRU | VIT | VIT | GOI | VIL | VIT | VIT |
| Grupo B | ITU | ITU | ITU | ITU | ITU | ITU | ITU |     |

Clubes que ficaram na última posição de cada grupo ao final de cada rodada:
|         | 1   | 2   | 3   | 4   | 5   | 6   | 7   |
| Grupo A | GOI | SAM | SAM | SAM | CRB | CEA | CRB |
| Grupo B | BRU | BRU | BRU | BRU | BRU | BRU | BRU |

## Segunda fase
A Confederação Brasileira de Futebol (CBF) divulgou na quinta-feira (15), a data oficial dos jogos das quartas de final do Brasileirão Série B Sub20, os confrontos serão realizados no dia 21 de maio. As quartas de final acontecerão em jogos únicos e em caso de igualdade de placar no tempo regulamentar, levará o duelo para os pênaltis. Oito equipes (Avaí, Criciúma, Goiás, Ituano, Ponte Preta, Sport, Vitória e Vila Nova), planeiam conquistar três das vagas de acesso à Série A Sub-20 de 2026.
Em itálico, as equipes que possuem o mando de campo no primeiro jogo do confronto e em negrito as equipes classificadas.
|  | Quartas de final | Quartas de final | Quartas de final |         |       | Semifinais | Semifinais | Semifinais |  |  | Final       | Final       | Final       |
|  | 21 de maio       | 21 de maio       | 21 de maio       |         |       | 28 de maio | 28 de maio | 28 de maio |  |  | 14 de junho | 14 de junho | 14 de junho |
|  |                  |                  |                  |         |       |            |            |            |  |  |             |             |             |
|  | 2A               | Vila Nova        | 2                |         |       |            |            |            |  |  |             |             |             |
|  | 3B               | Avaí             | 3                |         |       |            |            |            |  |  |             |             |             |
|  | 3B               | Avaí             | 3                |         |       | Avaí       | 2          |            |  |  |             |             |             |
|  |                  |                  |                  |         |       | Avaí       | 2          |            |  |  |             |             |             |
|  |                  |                  | Sport            | 0       |       |            |            |            |  |  |             |             |             |
|  | 1B               | Ituano           | Sport            | 0       | 4 (2) |            |            |            |  |  |             |             |             |
|  | 1B               | Ituano           |                  |         | 4 (2) |            |            |            |  |  |             |             |             |
|  | 4A               | Sport (pen)      | 4 (4)            |         |       |            |            |            |  |  |             |             |             |
|  |                  |                  |                  |         |       |            |            |            |  |  |             | Avaí        | 3           |
|  |                  |                  |                  | Vitória | 1     |            |            |            |  |  |             |             |             |
|  | 2B               | Criciúma         | 1                |         |       |            |            |            |  |  |             |             |             |
|  | 3A               | Goiás            | 0                |         |       |            |            |            |  |  |             |             |             |
|  | 3A               | Goiás            | 0                |         |       | Criciúma   | 2 (4)      |            |  |  |             |             |             |
|  |                  |                  |                  |         |       | Criciúma   | 2 (4)      |            |  |  |             |             |             |
|  |                  |                  | Vitória (pen)    | 2 (5)   |       |            |            |            |  |  |             |             |             |
|  | 1A               | Vitória          | Vitória (pen)    | 2 (5)   | 0     |            |            |            |  |  |             |             |             |
|  | 1A               | Vitória          |                  |         | 0     |            |            |            |  |  |             |             |             |
|  | 4B               | Ponte Preta      | 2                |         |       |            |            |            |  |  |             |             |             |

### Final
No dia 4 de junho, a CBF divulgou a data e o horário da final da Série B do Campeonato Brasileiro Sub-20 de 2025. A final será disputada em jogo único entre Avaí e o Vitória-BA.
| 14 de junho | Avaí                                             | 3 – 1 | Vitória   | Ressacada, Santa Catarina                                  |
| 15:30       | 03' Devid Santos · 22' Marcos Paulo · 66' Rigley |       | 90' Lawan | Público: ≅ ( pagantes) Árbitro: BRA Pierry Dias dos Santos |

## Premiação
| Campeonato Brasileiro Sub-20 Série B 2025 |
| Santa Catarina                            |
| ----------------------------------------- |
| AVAÍ Campeão (1.º título)                 |

## Estatísticas

### Artilharia
| Pos. | Jogador        | Equipe         | Gols |
| ---- | -------------- | -------------- | ---- |
| 1    | Vini           | Ituano         | 7    |
| 2    | Kayo Fonseca   | Sampaio Corrêa | 6    |
| 2    | Gabriel Amaral | Ceará          | 6    |
| 3    | Fabricio       | CRB            | 5    |
| 3    | Lawan          | Vitória        | 5    |

## Classificação geral
| Pos | Equipe         | Pts | J  | V | E | D | GP | GC | SG  | Classificação ou descenso                   |
| --- | -------------- | --- | -- | - | - | - | -- | -- | --- | ------------------------------------------- |
| 1   | Avaí (C)       | 22  | 10 | 7 | 1 | 2 | 22 | 13 | +9  | Campeão e promovido à Série A de 2026       |
| 2   | Vitória        | 17  | 10 | 5 | 2 | 3 | 20 | 14 | +6  | Vice-campeão e promovido à Série A de 2026  |
| 3   | Criciúma       | 20  | 9  | 6 | 2 | 1 | 17 | 7  | +10 | Semifinalista e promovido à Série A de 2026 |
| 4   | Sport          | 12  | 9  | 3 | 3 | 3 | 11 | 11 | 0   | Semifinalista                               |
| 5   | Ituano         | 19  | 8  | 6 | 1 | 1 | 22 | 7  | +15 | Eliminados nas Quartas de final             |
| 6   | Vila Nova      | 13  | 8  | 4 | 1 | 3 | 15 | 14 | +1  | Eliminados nas Quartas de final             |
| 7   | Goiás          | 11  | 8  | 3 | 2 | 3 | 14 | 9  | +5  | Eliminados nas Quartas de final             |
| 8   | Ponte Preta    | 11  | 8  | 3 | 2 | 3 | 11 | 11 | 0   | Eliminados nas Quartas de final             |
| 9   | Coritiba       | 10  | 7  | 2 | 4 | 1 | 11 | 6  | +5  |                                             |
| 10  | Botafogo-SP    | 9   | 7  | 2 | 3 | 2 | 11 | 9  | +2  |                                             |
| 11  | Ceará          | 8   | 7  | 2 | 2 | 3 | 9  | 11 | −2  |                                             |
| 12  | Chapecoense    | 8   | 7  | 2 | 2 | 3 | 4  | 10 | −6  |                                             |
| 13  | Sampaio Corrêa | 7   | 7  | 2 | 1 | 4 | 9  | 16 | −7  |                                             |
| 14  | CRB            | 6   | 7  | 2 | 0 | 5 | 9  | 18 | −9  |                                             |
| 15  | Operário-PR    | 5   | 7  | 1 | 2 | 4 | 6  | 14 | −8  |                                             |
| 16  | Brusque        | 0   | 7  | 0 | 0 | 7 | 7  | 28 | −21 |                                             |